# Генрі Кокберн
Генрі Кокберн (англ. Henry Cockburn; 14 вересня 1921, Аштон-андер-Лін, Ланкашир, Велика Британія — 2 лютого 2004, Великий Манчестер) — англійський футболіст, що грав на позиції півзахисника.

## Клубна кар'єра
До складу «Манчестер Юнайтед» перйшов з клубу «Гослінгс Юнайтед», а в серпні наступного року уклав професіональний контракт. В сезоні 1944/45 захищав кольори «Аккрінгтон Стенлі». У цей час виступав на позиції нападника, а вже у перших офіційних турнірах Метт Басбі використовував його в середині поля. Після Другої світової війни «Манчестер Юнайтед» був одним з лідерів першого дивізіону, тричі поспіль ставав віце-чемпіоном, а в сезоні 1951/52 — переможцем англійського чемпіонату.
24 квітня 1948 року грав у фіналі кубка Англії на «Вемблі». У присутності 99 000 глядачів його команда грала проти «Блекпула» зі Стенлі Метьюзом і Стеном Мортенсеном у складі. Матч завершився на користь «манкуніанців» — 4:2 (у переможців відзначилися: Джек Роулі (2), Стен Пірсон і Джон Андерсон).
1954 року перейшов до команди «Бері» з другого дивізіону, де і завершив кар'єру професіонального футболіста. Потім виступав за виступав за напівпрофесійні або аматорські клуби «Пітерборо Юнайтед» (1956–1959) і «Корбі Таун» (1959–1960).
В 60-х роках працював помічником головного тренера в «Олдем Атлетік» і «Гаддерсфілд Таун».

## Виступи за збірні
1946 року дебютував в офіційних матчах у складі національної збірної Англії. Протягом кар'єри у національній команді, яка тривала 6 років, провів у формі головної команди країни 13 матчів.
У складі збірної був учасником чемпіонату світу 1950 року у Бразилії.
1949 року  захищав кольори другої збірної Англії. У складі цієї команди провів 1 матч.

## Досягнення
- Чемпіон Англії (1):

«Манчестер Юнайтед»: 1952
- Володар Кубка Англії (1):

«Манчестер Юнайтед»: 1948
- Віце-чемпіон Англії (4):

«Манчестер Юнайтед»: 1947, 1948, 1949, 1951

## Статистика
Статистика виступів за «Манчестер Юнайтед»:
| Сезон   | Чемпіонат | Чемпіонат | Чемпіонат | Кубок | Кубок | Кубок | Усього | Усього |
| Сезон   | Т         | І         | Г         | Т     | І     | Г     | І      | Г      |
| ------- | --------- | --------- | --------- | ----- | ----- | ----- | ------ | ------ |
| 1945–46 | НТ        | 0         | 0         | КА    | 4     | 0     | 4      | 0      |
| 1946–47 | 1Д        | 32        | 0         | КА    | 0     | 0     | 32     | 0      |
| 1947–48 | 1Д        | 26        | 1         | КА    | 6     | 0     | 32     | 1      |
| 1948–49 | 1Д        | 36        | 0         | КА    | 8     | 0     | 44     | 0      |
| 1949–50 | 1Д        | 35        | 1         | КА    | 5     | 0     | 40     | 1      |
| 1950–51 | 1Д        | 35        | 0         | КА    | 4     | 0     | 39     | 0      |
| 1951–52 | 1Д        | 38        | 2         | КА    | 1     | 0     | 39     | 2      |
| 1952–53 | 1Д        | 22        | 0         | КА    | 4     | 0     | 26     | 0      |
| 1953–54 | 1Д        | 18        | 0         | КА    | 0     | 0     | 18     | 0      |
| 1954–55 | 1Д        | 1         | 0         | КА    | 0     | 0     | 1      | 0      |
| Усього  | Усього    | 243       | 4         |       | 32    | 0     | 275    | 4      |

Статистика виступів за збірну:
| Дата       | Місто      | Господарі         | Результат | Гості      | Турнір             | Голи | Примітки |
| ---------- | ---------- | ----------------- | --------- | ---------- | ------------------ | ---- | -------- |
| 28/09/1946 | Белфаст    | Північна Ірландія | 2 – 7     | Англія     | чемпіонат Британії | -    |          |
| 30/09/1946 | Дублін     | Ірландія          | 0 – 1     | Англія     | товариський матч   | -    |          |
| 13/11/1946 | Манчестер  | Англія            | 3 – 0     | Уельс      | чемпіонат Британії | -    |          |
| 10/04/1948 | Глазго     | Шотландія         | 0 – 2     | Англія     | чемпіонат Британії | -    |          |
| 16/05/1948 | Турин      | Італія            | 0 – 4     | Англія     | товариський матч   | -    |          |
| 26/09/1948 | Копенгаген | Данія             | 0 – 0     | Англія     | товариський матч   | -    |          |
| 09/10/1948 | Белфаст    | Північна Ірландія | 2 – 6     | Англія     | чемпіонат Британії | -    |          |
| 02/12/1948 | Лондон     | Англія            | 6 – 0     | Швейцарія  | товариський матч   | -    |          |
| 09/04/1949 | Лондон     | Англія            | 1 – 3     | Шотландія  | чемпіонат Британії | -    |          |
| 13/05/1949 | Стокгольм  | Швеція            | 3 – 1     | Англія     | товариський матч   | -    |          |
| 09/05/1951 | Лондон     | Англія            | 2 – 1     | Аргентина  | товариський матч   | -    |          |
| 19/05/1951 | Ліверпуль  | Англія            | 5 – 2     | Португалія | товариський матч   | -    |          |
| 03/10/1951 | Лондон     | Англія            | 2 – 2     | Франція    | товариський матч   | -    |          |
| Усього     |            | Матчів            | 13        |            | Голів              | 0    |          |